# Eisen (Kurzfilm)
Eisen ist ein dokumentarischer Kurzfilm von Benjamin Kahlmeyer, der 2015 beim Internationalen Leipziger Festival für Dokumentar- und Animationsfilm uraufgeführt wurde. Er wurde im Anschluss auf Festivals weltweit gezeigt und mehrfach ausgezeichnet.

## Handlung
In ruhigen Tableaus erzählt Eisen vom Alltag in einer Erstaufnahmeeinrichtung für Asylbewerber in Eisenhüttenstadt. Der allgegenwärtigen Atmosphäre von Isolation und Orientierungslosigkeit stellt der Film seltene Momente von Ausgelassenheit entgegen. Eine Momentaufnahme über ein Leben in der Warteschleife, irgendwo zwischen Hoffen und Bangen.

## Produktion
2013 realisierte Kahlmeyer den Dokumentarfilm Die Unsichtbaren, einen 78-minütigen Dokumentarfilm, in der Reihe Junger Dokumentarfilm beim SWR. Laut Kahlmeyer ein filmischer Blick „in die Blackbox Asylsystem“. Nach Abschluss der Arbeit an Die Unsichtbaren entschied Kahlmeyer, aus dem ungenutzten Filmmaterial einen Kurzfilm zu schneiden. Im Gegensatz zum Langfilm, liegt der Fokus hier insbesondere auf einer atmosphärischen Beobachtung und weniger auf der Nacherzählung der Vorgänge im Asylprozess. Seine Weltpremiere feierte Eisen 2015 auf dem Internationalen Leipziger Festival für Dokumentar- und Animationsfilm, wo er die Goldene Taube für den besten dokumentarischen Kurzfilm erhielt.

## Kritik
In der Jurybegründung für die Goldene Taube beim DOK Leipzig 2015 heißt es: „Eisen sind die für die Flüchtlinge aussprechbaren Silben im Städtenamen Eisenhüttenstadt. Mit wenigen Sätzen und Bildern wird das Leben in der Erstaufnahmestelle skizziert. Die Szenen ergeben ein Art Reigen. Sie umreißen dabei einen Raum, in dem das Noch-Unsagbare und das Noch-Unsichtbare, das die Porträtierten bedrängt und begleitet, erahnbar wird.“ Bei der Vergabe des A38-Stipendiums beim Kasseler Dokfest 2016 wurde der Kurzfilm für seine Bildsprache gelobt: „In klaren, kühlen Bildern werden unerfüllte Wünsche, Erwartungen und das alltägliche Leben in einer Flüchtlingsunterkunft gezeigt. In der Hoffnung auf ein ‚Eldorado‘, einer Stadt aus Gold, landen sie zunächst in Eisen, Eisenhüttenstadt.“

## Auszeichnungen
- Goldene Taube – Internationales Leipziger Festival für Dokumentar- und Animationsfilm
- Miglior Film – Other Movie Lugano 2016
- A38-Stipendium – Kasseler Dokumentarfilm- und Videofest
- Bester Dokumentarfilm – FILMZ – Festival des deutschen Kinos
- 1st Prize Short Film Competition – Humans Fest VI, Valencia